# Siergiej Syrcow
Siergiej Iwanowicz Syrcow, ros. Сергей Иванович Сырцов (ur. 5 lipca?/17 lipca 1893 w Sławhorodzie, w guberni katerynosławskiej, zm. 10 września 1937 w Moskwie) – rosyjski i sowiecki polityk i działacz państwowy, działacz partii bolszewików (RKP(b) i WKP(b)). Przewodniczący Rady Komisarzy Ludowych RFSRR (premier RFSRR) 1929-1930, zastępca członka Politbiura KC WKP(b) (1929-1930). Ofiara wielkiej czystki.

## Życiorys
Ukończył szkołę handlową w Rostowie. W latach 1912–1916 studiował w Instytucie Politechnicznym w Sankt-Petersburgu, relegowany. W 1913 wstąpił do Socjaldemokratycznej Partii Robotniczej Rosji (bolszewików), w 1916 aresztowany, zesłany do guberni irkuckiej.
Po rewolucji lutowej i obaleniu caratu w marcu 1917 amnestionowany. W grudniu 1917 w demokratycznych wyborach do Zgromadzenia Ustawodawczego Rosji wybrany na deputowanego z listy partii bolszewików (okręg doński).
W czasie wojny domowej na różnych stanowiskach partyjnych w Obwodzie Wojska Dońskiego, do 1920 członek Dońskiego Biura RKP(b), członek Rewolucyjnej Rady Wojennej Frontu Południowego Armii Czerwonej. W marcu 1921 uczestniczył w tłumieniu powstania w Kronsztadzie jako politruk południowej grupy wojsk. W latach 1921–26 w aparacie partyjnym KC (RKP(b)/WKP(b) (kierownik wydziału kadr KC (1921-23), kierownik wydziału agitacji i propagandy KC (1924-26)). Jednocześnie w latach 1924-26 redaktor pisma Коммунистическая Революция.
Na XIV zjeździe RKP(b) 31 maja 1924 wybrany na zastępcę członka KC, funkcję pełnił do 2 grudnia 1927, na XV zjeździe WKP(b) 19 grudnia 1927 wybrany na członka KC WKP(b). Od marca 1926 do maja 1929 I sekretarz Syberyjskiego Komitetu Krajowego WKP(b). Stronnik Stalina. 18 maja 1929 powołany na stanowisko przewodniczącego Rady Komisarzy Ludowych RFSRR (premiera RFSRR), zastąpił Aleksieja Rykowa, usuniętego przez frakcję Stalina w ramach walki z tzw. odchyleniem prawicowym. Jednocześnie 21 czerwca 1929 powołany na funkcję zastępcy członka Biura Politycznego KC WKP(b), w miejsce odwołanego Nikołaja Ugłanowa.
W 1930, wobec dramatycznej sytuacji gospodarczej związanej z polityką przymusowej kolektywizacji i forsownej budowy przemysłu ciężkiego ogłosił razem z Wissarionem (Beso) Łominadze memoriał krytykujący ekonomiczne awanturnictwo, tłumienie inicjatywy wśród robotników i pomiatanie ludźmi przez partię, co Łominadze określał jako wielkopańsko-feudalny stosunek do potrzeb chłopów. Syrcow i Łominadze krytykowali jedynowładztwo Stalina w partii i państwie. Syrcow uważał nowo budowane giganty przemysłowe, jak fabryka traktorów w Stalingradzie, za mydlenie oczu. W konsekwencji 3 listopada 1930 Syrcow został odwołany z funkcji premiera RFSRR, zaś 1 grudnia 1930 usunięty z Biura Politycznego i KC. W latach 1931–37 na podrzędnych stanowiskach kierowniczych w przemyśle (1931-35 wiceprezes zjednoczenia (trustu), 1935-37 dyrektor przedsiębiorstwa w obwodzie moskiewskim).
W okresie wielkiej czystki 19 kwietnia 1937 aresztowany przez NKWD. 10 września 1937 skazany przez Kolegium Wojskowe Sądu Najwyższego ZSRR na śmierć pod zarzutem uczestnictwa w antysowieckiej organizacji terrorystycznej, rozstrzelany tego samego dnia. Ciało skremowano w krematorium na Cmentarzu Dońskim, prochy pochowano anonimowo.
Zrehabilitowany 27 grudnia 1957 postanowieniem Kolegium Wojskowego SN ZSRR.
Odznaczony Orderem Czerwonego Sztandaru (1921).